# Тоніно Деллі Коллі
Тоніно Деллі Коллі, власне Антоніо Деллі Коллі (італ. Tonino Delli Colli, 20 листопада 1922, Рим — 16 серпня 2005, там само) — італійський кінооператор.

## Біографія
Почав працювати в кіно у 1938, ще підлітком. З середини 1940-х виступив як кінооператор, у 1952 зняв перший італійський кольоровий фільм Тото у кольорі (реж. Стено).
Уродженець Риму, Деллі Коллі за усе своє життя поставив понад 130 фільмів, включаючи такі «західні спагеті», як «Хороший, поганий і злий», «Одного разу на Заході». Він працював з такими режисерами, як Серджо Леоне, Федеріко Фелліні, Роман Полянський і П'єр Паоло Пазоліні. Деллі Коллі закінчив кар'єру наприкінці 1997 як постановник картини Роберто Беніньї «Життя прекрасне», що отримала премію «Оскар».
«Ти повинен знати сонце і море, кольори і контрасти, — сказав він одного разу про свою професію. — Ми, італійці, в цьому майстри».
Помер від серцевого нападу 16 серпня 2005 року у Римі, на 83-му році життя.

## Обрана фільмографія
| Рік  | Фільм                          | Режисер                                | Опис                                                                  |
| ---- | ------------------------------ | -------------------------------------- | --------------------------------------------------------------------- |
| 1949 | До біса славу!                 | Маріо Монічеллі, Стено                 |                                                                       |
| 1951 | Я — начальник                  | Джорджо Сімонеллі                      |                                                                       |
| 1952 | Три пірата                     | Маріо Сольдаті                         |                                                                       |
| 1954 | Де свобода?                    | Роберто Росселліні                     |                                                                       |
| 1961 | Аккатоне                       | П'єр Паоло Пазоліні                    |                                                                       |
| 1962 | Мама Рома                      | П'єр Паоло Пазоліні                    |                                                                       |
| 1964 | Євангеліє від Матвія           | П'єр Паоло Пазоліні                    | Срібна стрічка італійських кіножурналістів                            |
| 1965 | Солдатські дівки               | Валеріо Дзурліні                       |                                                                       |
| 1966 | Птахи великі і малі            | П'єр Паоло Пазоліні                    |                                                                       |
| 1966 | Хороший, поганий, злий         | Серджо Леоне                           |                                                                       |
| 1968 | Одного разу на Дикому Заході   | Серджо Леоне                           |                                                                       |
| 1968 | День сови                      | Даміано Даміані                        |                                                                       |
| 1969 | Свинарник                      | П'єр Паоло Пазоліні                    |                                                                       |
| 1969 | Приходь як-небудь повечеряти   | Джузеппе Патроні Гріффі                |                                                                       |
| 1971 | Декамерон                      | П'єр Паоло Пазоліні                    |                                                                       |
| 1972 | Кентерберійські оповідання     | П'єр Паоло Пазоліні                    |                                                                       |
| 1974 | Лакомб Люсьєн                  | Луї Маль                               |                                                                       |
| 1974 | Боже мій, як низько я впала!   | Луїджі Коменчіні                       |                                                                       |
| 1975 | Паскуаліно «Семеро красунь»    | Ліна Вертмюллер                        |                                                                       |
| 1976 | Дорогий Мікеле                 | Маріо Монічеллі                        |                                                                       |
| 1976 | Сало, або 120 днів Содому      | П'єр Паоло Пазоліні                    |                                                                       |
| 1976 | Загублена душа                 | Діно Різі                              |                                                                       |
| 1977 | Бузкове таксі                  | Ів Буассе                              |                                                                       |
| 1977 | Нові чудовиська                | Діно Різі Етторе Скола Маріо Монічеллі |                                                                       |
| 1977 | Перше кохання                  | Діно Різі                              |                                                                       |
| 1979 | Кривава ворожнеча              | Ліна Вертмюллер                        |                                                                       |
| 1979 | Дорогий тато                   | Діно Різі                              |                                                                       |
| 1980 | Я добре виходжу на фотографіях | Діно Різі                              |                                                                       |
| 1981 | Історія звичайного безумства   | Марко Феррері                          | Давид ді Донателло, Срібна стрічка італійських кіножурналістів        |
| 1984 | Майбутнє — жіночого роду       | Марко Феррері                          |                                                                       |
| 1984 | Одного разу в Америці          | Серджо Леоне                           | Срібна стрічка італійських кіножурналістів, номінація на премію БАФТА |
| 1986 | Джинджер і Фред                | Федеріко Фелліні                       | спільно з Енніо Гварньєрі                                             |
| 1986 | Ім'я троянди                   | Жан-Жак Ано                            | Давид ді Донателло, Срібна стрічка італійських кіножурналістів        |
| 1987 | Інтерв'ю                       | Федеріко Фелліні                       |                                                                       |
| 1988 | Страдіварі                     | Джакомо Баттіато                       |                                                                       |
| 1990 | Африкана                       | Маргарете фон Тротта                   |                                                                       |
| 1990 | Голос Місяця                   | Федеріко Фелліні                       |                                                                       |
| 1992 | Гіркий Місяць                  | Роман Полянський                       |                                                                       |
| 1994 | Смерть і дівчина               | Роман Полянський                       |                                                                       |
| 1997 | Життя прекрасне                | Роберто Беніньї                        | Давид ді Донателло                                                    |

## Визнання
Член журі Каннського МКФ (1986).